# Michał Pilipczuk
Michał Paweł Pilipczuk (ur. 25 czerwca 1988) – polski informatyk i matematyk, adiunkt w Instytucie Informatyki Wydziału Matematyki, Informatyki i Mechaniki Uniwersytetu Warszawskiego.

## Życiorys
Absolwent XIV Liceum Ogólnokształcącego im. Stanisława Staszica w Warszawie. Stypendysta Krajowego Funduszu na rzecz Dzieci.
Na Uniwersytecie Warszawskim ukończył Jednoczesne Studia Informatyczno-Matematyczne. Stopień doktorski uzyskał w 2013 na Uniwersytecie w Bergen na podstawie pracy pt. Tournaments and Optimality: New Results in Parameterized Complexity, przygotowanej pod kierunkiem Fiodora Fomina.
Jest współautorem książki Parameterized algorithms (współautorzy: Łukasz Kowalik, Marek Cygan, Fiodor W. Fomin, Daniel Loksztanow, Dániel Marx, Marcin Pilipczuk, Saket Saurabh, wyd. Springer 2015).
Brat Marcina Pilipczuka.

## Wyróżnienia
- 2015 – Nagroda im. Witolda Lipskiego[3]